# Саралидзе, Зураб Георгиевич
Зураб Георгиевич Саралидзе — советский хозяйственный, государственный и политический деятель, Герой Социалистического Труда.

## Биография
Родился в 1932 году в деревне Ахалдаба. Член КПСС с 1959 года.
С 1951 года — на хозяйственной, общественной и политической работе. В 1951—1991 гг. — токарь на заводе, военнослужащий Советской Армии, токарь на мебельной фабрике, токарь инструментального цеха Тбилисского станкостроительного завода имени С. М. Кирова Министерства станкостроительной и инструментальной промышленности СССР, председатель профсоюза работников машиностроения и приборостроения Грузинской ССР.
Указом Президиума Верховного Совета СССР от 12 мая 1977 года присвоено звание Героя Социалистического Труда с вручением ордена Ленина и золотой медали «Серп и Молот».
Избирался депутатом Верховного Совета СССР 8-го и 9-го созывов.
Делегат XXIV и XXV съездов КПСС.
Жил в Тбилиси.